# شيوعية الحرب
كانت شُيوعِيَّة الحرب أو الشيوعية العسكرية نظامًا سياسيًا واقتصاديًا وُجد في روسيا الاتحادية الاشتراكية السوفييتية خلال الحرب الأهلية الروسية من 1918 حتى 1921.
وفقًا للتأريخ السوفييتي، تبنت الإدارة البلشفية الحاكمة هذه السياسة بهدف الحفاظ على المدن (قاعدة القوة البروليتارية) وتجهز الجيش الأحمر بالطعام والأسلحة منذ أن فرضت الظروف تدابير اقتصادية جديدة حيث كشفت الحرب الأهلية المستمرة عن الرأسمالية القديمة المعتمدة على السوق مع عدم القدرة على إنتاج الغذاء وتوسيع القاعدة الصناعية. غالبًا ما تُوصف شيوعية الحرب على أنها سيطرة سلطوية بسيطة من قبل الطوائف الحاكمة والعسكرية للحفاظ على السلطة والسيطرة في المناطق السوفيتية، بدلًا من أي أيديولوجية سياسية متماسكة.
بدأت شيوعية الحرب في يونيو عام 1918 بفرض المجلس الاقتصادي الأعلى المعروف باسم فيسينخا. وانتهت في 21 مارس عام 1921 ببداية السياسة الاقتصادية الجديدة التي استمرت حتى عام 1928.

## السياسات
شملت شيوعية الحرب السياسات التالية:
1. تأميم جميع الصناعات وإدخال إدارة مركزية صارمة.
2. سيطرة الدولة على التجارة الخارجية.
3. انضباط صارم للعمال، مع منع الإضرابات.
4. فرض العمالة الإلزامية للطبقة غير العاملة.
5. برودرافيورستكا - مصادرة الفائض الزراعي (الذي يتجاوز الحد الأدنى المطلق) من الفلاحين من أجل التوزيع المركزي بين بقية السكان.
6. تقنين المواد الغذائية ومعظم السلع الأساسية، مع التوزيع في المراكز الحضرية.
7. تُمنع المؤسسات الخاصة.
8. السيطرة على السكك الحديدية بطابع عسكري.

نظرًا لأن الحكومة البلشفية نفذت كل هذه الإجراءات في وقت الحرب الأهلية، كانت أقل تماسكًا وتنسيقًا في الممارسة مما قد تبدو على الورق. بقيت مناطق كبيرة من روسيا خارج السيطرة البلشفية، وكان ضعف الاتصالات يعني أنه حتى تلك المناطق الموالية للحكومة البلشفية غالبًا ما كان عليها أن تتصرف بمفردها، ما جعلها تفتقر إلى الأوامر أو التنسيق من موسكو. لطالما نوقش ما إذا كانت «شُيوعِيَّة الحرب» تمثل سياسة اقتصادية فعلية بالمعنى الصحيح لهذه العبارة، أو مجرد مجموعة من الإجراءات التي تهدف إلى كسب الحرب الأهلية.

## الأهداف
كانت أهداف البلاشفة في تنفيذ الشيوعية الحربية موضوع جدل. جادل بعض المعلقين، بمن فيهم عدد من البلاشفة، بأن الغرض الوحيد منه هو كسب الحرب. فلاديمير لينين، على سبيل المثال، قال «كانت مصادرة الفوائض من الفلاحين تدبيرًا أرهقتنا به الظروف الحتمية في زمن الحرب». ناقش البلاشفة الآخرون، مثل يوري لارين، ولي كريتسمان، وليونيد كراسين، ونيكولاي بوخارين، أن هذه كانت خطوة انتقالية نحو الاشتراكية. جادل المعلقون، مثل المؤرخ ريتشارد بايبس، والفيلسوف مايكل بولاني، والاقتصاديون مثل بول كريج روبرتس أو شيلدون إل ريتشمان، بأن شيوعية الحرب كانت في الواقع محاولة للقضاء على الملكية الخاصة على الفور، وإنتاج السلع الأساسية، وصرف السوق، لتنفيذ الاقتصاد الشيوعي بهذه الطريقة، وأن قادة البلاشفة توقعوا زيادة فورية وواسعة النطاق في الإنتاج الاقتصادي. كان هذا الرأي أيضًا لنيكولاي بوخارين، الذي قال: «تصورنا شيوعية الحرب بصفتها عالمية، وكما يمكن القول شكل مستقر من السياسية الاقتصادية للبروليتارية المنتصرة وليست مرتبطة بالحرب، وأنها مطابقة لحالة محددة من الحرب الأهلية».